# Maaike Huvermann

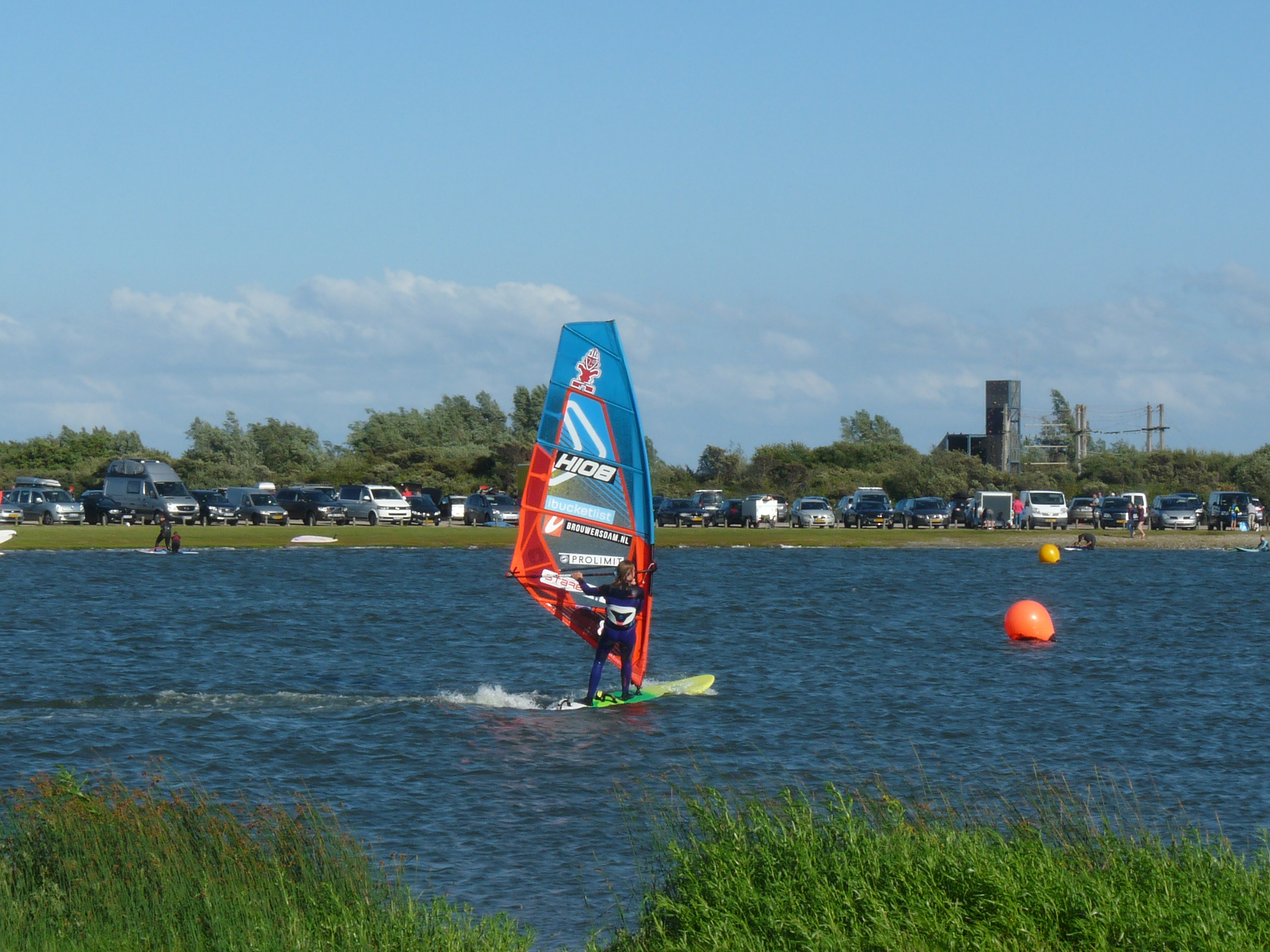
Huvermann beim Training am Brouwersdam (2017)

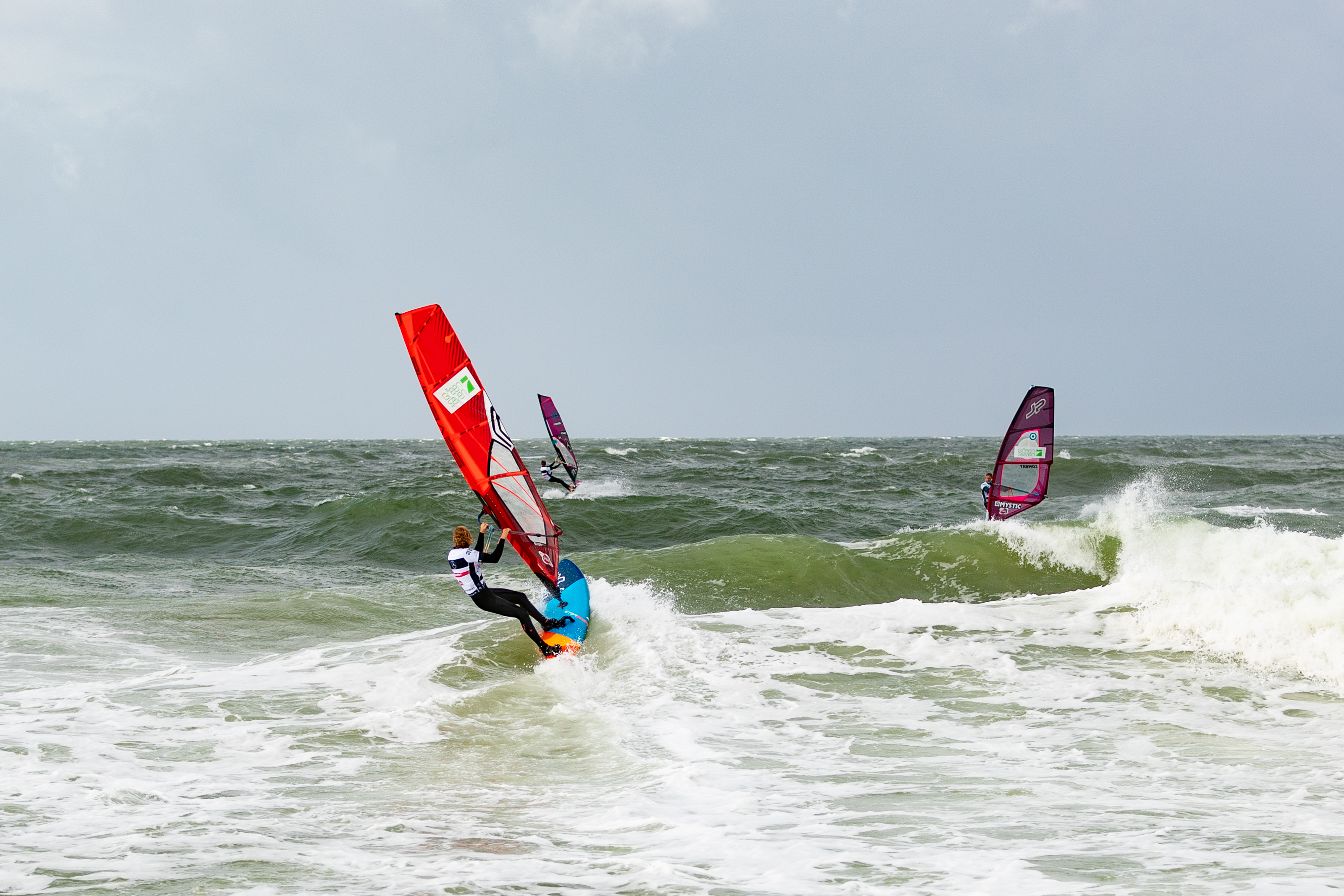
Huvermann (Mitte) beim Windsurf World Cup Sylt 2019

Maaike Huvermann (* 25. November 1997 in Rotterdam) ist eine niederländische Windsurferin. Sie etablierte sich in den letzten vier Jahren in der Weltspitze des Freestyles und wurde bisher sechsmal Vize-Weltmeisterin (2016 bis 2023).

## Biografie
Huvermann begann mit acht Jahren mit dem Windsurfen. Nachdem sie 2011 ihre Wettkampfkarriere gestartet hatte, nahm sie 2013 zum ersten Mal an einem World-Cup-Event an der Costa Calma (Spanien) teil. Gleich im kommenden Jahr wurde sie 3. im Freesytele World Cup und zudem Juniorenweltmeisterin. Diese Erfolge konnte sie in der Saison 2015 wiederholen. In nachfolgenden Saison konnte sie sich abermals steigern und wurde Vizeweltmeisterin im Freestyle und erneut Juniorenweltmeisterin. Die Saison 2017 war bisher die Beste von Huvermann. Sie wurde erneut Vizeweltmeisterin, jedoch konnte ihre Finalgegnerin Sarah-Quita Offringa, welche seit 2007 durchgängig Freestyle Weltmeisterin ist, sie mit lediglich 1,2 Punkten Vorsprung schlagen. So nah am Titel war in den vergangenen zehn Jahren keine Gegnerin Offringas. Somit erfüllte sie fast die Prophezeiung ihres Idoles Offringas, welche zu Huvermann sagte, dass sie sie eines Tages schlagen würde und Weltmeisterin werden würde. Auch 2018  und 2019 wurde sie erneut Vize-Weltmeisterin. Beim Windsurf World Cup Sylt 2019 konnte sie außerdem erstmals ein Wave-Podium erringen.
Huvermann lebt in Ridderkerk und trainiert hauptsächlich am Brouwersdam, wo sie teilweise vom ehemaligen Weltmeister Dieter van der Eyken trainiert wird. Ihre Lieblingsmoves sind Skopu, Kono und Shaka.

## Erfolge

### World Cup Wertungen
| Saison | Wave  | Wave   | Freestyle | Freestyle | Slalom | Slalom |
| Saison | Platz | Punkte | Platz     | Punkte    | Platz  | Punkte |
| ------ | ----- | ------ | --------- | --------- | ------ | ------ |
| 2013   | –     | –      | 6.        | 3805      | –      | –      |
| 2014   | –     | –      | 3.        | 4002      | –      | –      |
| 2015   | –     | –      | 3.        | 2034      | 28.    | 1539   |
| 2016   | 25.   | 1787   | 2.        | 2067      | –      | –      |
| 2017   | –     | –      | 2.        | 2067      | –      | –      |
| 2018   | 7.    | 16.131 | 2.        | 19.800    | –      | –      |
| 2019   | 5.    | 20.148 | 2.        | 19.800    | –      | –      |
| 2021   | –     | –      | 2.        | 9.900     | –      | –      |
| 2022   | 15.   | 5.718  | –         | –         | –      | –      |
| 2023   | –     | –      | 2.        | 9.900     | –      | –      |

### Weitere Erfolge
- Niederländische Meisterschaften 2011 (Amstelmeer) – 5. Platz[6]
- Niederländische Meisterschaften 2012 (Anjum) – 1. Platz[6]
- PWA Youth World Champion Freestyle Women 2013[2]
- PWA Youth World Champion Freestyle Women 2014[2]
- PWA Youth World Champion Freestyle Women 2015[6]
- European Freestyle Pro Tour (EFPT) 2015 - 2. Platz[7]
- Niederländische Meisterschaften 2015 - 3. Platz Slalom[6]
- European Freestyle Pro Tour (EFPT) 2016 - 3. Platz[8]
- Niederländische Meisterschaften 2016 (Zandvoort) – 1. Platz Wave[9]
- European Freestyle Pro Tour (EFPT) Siegerin / Europameisterin 2018[10]